# 청도 운문사 대웅보전
청도 운문사 대웅보전(淸道 雲門寺 大雄寶殿)은 대한민국 경상북도 청도군 운문면, 운문사에 있는 조선시대의 대웅전이다. 1985년 1월 8일 대한민국의 보물 제835호로 지정되었다. 원래는 비로자나불이 있으나, 당시 대웅보전 현판을 달고 있던 탓에 대웅보전으로 등록되어 대웅전이 신축되고 명칭을 비로전으로 바꾼 현재에도 대웅보전으로 등록되어있다.

## 개요
신라시대에 세운 운문사는 여러 차례 보수를 거쳤는데 지금의 절은 조선 숙종 44년(1718)에 있었던 네 번째 보수 때의 것이다. 대웅보전도 이때 세운 것으로 추정한다.
앞면 3칸·옆면 3칸 규모이며 기둥 사이의 간격을 넓게 잡아서 같은 규모의 건물보다 크다. 지붕은 옆면에서 볼 때 여덟 팔(八)자 모양을 한 팔작지붕으로 꾸몄다. 지붕 처마를 받치기 위해 장식하여 짜은 구조가 기둥 위와 기둥 사이에도 있는 다포 양식으로, 조선 후기의 일반적인 다포계 건물들과는 달리 장식으로 치우치지 않았다. 앞면에는 꽃무늬를 넣은 문을 달았는데, 특히 가운데 칸은 넓어 5짝 여닫이문을 달았다. 안쪽은 큰 기둥을 하나만 세워 넓고 탁 트인 공간을 꾸미고 있다. 천장의 가운데는 우물 정(井)자 모양의 천장으로 꾸미고 화려하게 채색해 놓았다.
건물의 짜임이 조선 중기 양식을 잘 나타내고 있어 건축사 연구에 소중한 자료가 되고 있다.

## 같이 보기
- 운문사
- 청도 운문사 대웅보전 관음보살 달마대사 벽화 - 보물 제1817호

## 참고 자료
- 이 문서에는 문화재청에서 공공누리 제1유형으로 배포된 자료를 바탕으로 한 내용이 포함되어 있습니다.

- 청도 운문사 대웅보전 - 국가유산청 국가유산포털